# 高宗 (宋)
高宗（こうそう）は、南宋の初代皇帝（在位：1127年6月12日 - 1162年7月24日）。諱は構(こう)。北宋の第8代皇帝であった徽宗の九男。太宗の血統では最後の皇帝となった。

## 人物
北宋時代には康王に冊封され、靖康元年（1126年）には大元帥に任じられている。
靖康2年（1127年）、金軍の侵攻により、父の徽宗と長兄の欽宗、そして生母の韋賢妃・正妻の邢氏（後の憲節皇后、金に抑留されたまま皇后に立てた）らが金軍により北方に連れ去られる靖康の変が発生した際に、南京（応天府、現在の河南省商丘市）へ逃れた。その地で、哲宗の皇后であった元祐皇后（廃立されており、当時たまたま実家にいたため、金に捕らえられず無事であった）を利用し、その指名を得て皇帝に即位した。これが南宋の起源である。
しかしこの即位の手続きについては、宮廷の一部からその正当性に疑問があるとされ、即位した帝位は宮廷で確立したものではなかった。このため兄の欽宗を金側が送還させようと申し出て来た時も、高宗は帝位が動揺すると考え、帰国を許可しなかったとされる。その一方、正妻の邢氏に関しては積極的であったが、願いは成就しなかった。金人は高宗に屈辱を与えるため、母の韋賢妃・妻の邢氏および娘の趙仏佑・趙神佑の4人を洗衣院と呼ばれる金の皇族・官吏用の妓楼に送っており（他にも多くの趙氏の女性が同様の辱めを受けた）、邢氏は滿洲の五国城で病没した（韋氏と邢氏は一旦は後宮に送られた後、洗衣院に下げられた）。その後、呉氏（憲聖慈烈皇后）を皇后に立てた。
即位の正統性に問題があった高宗の地位は安定せず、国内では即位反対派による反乱、国外では金の南下など、内憂外患の時代であった。そのため国内各地の移動が続き、紹興2年（1132年）にようやく首都を臨安に定め、南宋の統治体制を確立するに至った。
高宗は金軍の南下を恐れ、和平派に傾いていた。紹興8年（1138年）、和平派を代表する秦檜を宰相に任用し、同年には金と和約を締結することになった。このため、主戦派である岳飛と秦檜の対立を生み、紹興11年（1141年）には岳飛が秦檜によって処刑されている。統治後半には金と再度和睦条約を締結し、外敵の侵入を防ぐ一方で、江南の開発が進められた。
皇太子である趙旉が3歳で夭折した。高宗には他に男子がなく、兄弟など近縁の男子はことごとく金に連行されていたため、紹興32年（1162年）に太祖の系統の族子である趙眘（孝宗）を立太子、同年に譲位して自らは太上皇（上皇）となった。高宗はその後、20年余りも余命を保ち、淳熙14年（1187年）に81歳で崩御した。

## 書
高宗は能書家で、多くの書を遺している。そのうち『徽宗文集序』は日本の文化庁が保有し、国宝に指定されている。

### 徽宗文集序
「徽宗文集序」（きそう ぶんしゅうのじょ）は、紹興24年（1154年）の書で、先帝・徽宗の文集百巻に、高宗自ら小楷で書した序文である。前半部分が失われ、現在32行が存在している。書風は温雅で気品が高く、極めて自然に悠々と筆を運んでいる。高宗は黄庭堅、次に米芾に学び、最後に二王を学んだといわれるが、この序文は黄庭堅や米芾の影響を脱し、唐人以上の激跡と評される高宗の代表作である。紙本・縦27.4cm、全長137cm。

## 宗室

### 后妃
- 正室：邢秉懿（憲節皇后） - 康王時代の正室。皇后に遙封（不在のまま冊立すること）された
- 継室：呉皇后（憲聖慈烈皇后）
- 側室：潘賢妃
  - 長男：趙旉（元懿太子） - 3歳で夭逝。
- 側室：郡君 田春羅、郡君 姜酔媚 - みな康王時代の側室。金に連行された
- ほか多数
  - 張賢妃、劉貴妃、劉婉儀、張貴妃
  - 才人呉玉奴（呉皇后の一族）、馮美人、韓才人、李才人、王才人[10]
  - 淑国夫人王氏、康国夫人蕭氏、和国夫人王氏、嘉国夫人朱氏、成国夫人呉氏、潤国夫人張従義、恵国夫人孫氏、直筆張氏、典字孫氏、直筆劉氏、尚服朱氏[11]
  - 新興郡夫人陳氏、高平郡夫人張氏、和義郡夫人黄氏、安定郡夫人李氏、順政郡夫人王氏、高平郡夫人孫氏、縉雲郡夫人蔡氏、南平郡夫人張氏、斉安郡夫人張氏、信安郡夫人趙氏、咸寧郡夫人藺氏、平楽郡夫人王氏、咸寧郡夫人郭氏、富平郡夫人孫氏
  - 司記劉氏、典籍馮氏、紅霞帔呉氏
  - 紅霞帔馬二娘（など9人）、紫霞帔劉安喜（など20人）、聴宣劉宝奴（など20人）[12]
- 養子
  - 孝宗 趙眘：太祖趙匡胤の四男の趙徳芳の六世の孫。
  - 信王 趙璩（中国語版）：もとの諱は伯玖。趙徳芳の六世の孫で、孝宗の族弟。
- 生母不詳の子女
  - 趙仏佑（康大宗姫）：北遷時4歳、後に洗衣院に入れられた。
  - 趙神佑（康二宗姫）：北遷時4歳、後に洗衣院に入れられた。
  - 康三宗姫：北遷時3歳、その途中夭逝。
  - 康四宗姫：北遷時2歳、その途中夭逝。
  - 康五宗姫：北遷時2歳、その途中夭逝。

康王時代に5人の娘がおり、いずれも靖康の変に際し北遷された。

#### 備考
光宗の時代、高宗の娘を自称する一人の老婦が南宋に突然現われた。連行途中で脱落し、鄧元亮に養われて江西で成長したという。光宗は彼女の身分を認め、郡主の位を授けた。本物であるとすれば、康三宗姫・康四宗姫・康五宗姫の3人のいずれかである。

## 年号
1. 建炎：1127年 - 1130年
2. 紹興：1131年 - 1162年